# رود رویدر
رودخانه رویدر از توابع بخش رویدر شهرستان خمیر یکی از نقاط دیدنی استان هرمزگان در جنوب ایران است.
این رودخانه هم زاینده‌است و در دهستان رویدرات از شمال به جنوب جاری بوده و پس از مسیر مسافتی وارد کهورستان شده و بالاخره به رودخانه شور می‌پیوندد.
آب این رودخانه شیرین است بنحویکه برای امور زراعتی از آن استفاده می‌کنند به همین جهت از دو طرف این رودخانه حداکثر استفاده شده و حتی در مسیر شنی آن باغات مرکبات و نخیلات فراوان احداث کرده‌اند.

## فهرست منابع و مآخذ
- محمدیان، کوخردی، محمد.  (شهرستان بستک و بخش کوخرد)  ج۱. چاپ اول، دبی: سال انتشار ۲۰۰۵ میلادی.
- عباسی، قلی، مصطفی،  «بستک وجهانگیریه» ، چاپ اول، تهران: ناشر: شرکت انتشارات جهان معاصر، سال ۱۳۷۲ خورشیدی.
- سلامی، بستکی، احمد.  (بستک در گذرگاه تاریخ)  ج۲ چاپ اول، ۱۳۷۲ خورشیدی.
- مهندس: موحد، جمیل. (بستک و خلیج فارس) چاپ اول، تهران: سال انتشار ۱۳۴۳ خورشیدی.